# Sence pod Matajurjem
Sence pod Matajurjem so edino obsežnejše delo Stanke Vilhar. Izdala ga je Založba Lipa v Kopru leta 1963, ob 20-letnici vstaje na Primorskem. 1963 je prejelo Kajuhovo nagrado.

## Zgodba
Tonka je mlado in lepo dekle iz vasi Osredek, v katero je zaljubljen vaški fant Tonac, ona pa mu ljubezen vrača. Življenje na vasi je večinoma težko in tudi pri Tonkini družini ni drugače, zato mora iti kot služkinja služit v mesto k družini Schober. Pri delu je zelo ubogljiva in pridna, zato je gospa Schober z njo zadovoljna. Sprejme jo tudi gospodar, ki se ji hkrati preveč približa, a njega se Tonka otrese brez težav. Njegov sin Oto, ki je že poročen pa je nenasiten, hoče spoznati, kako ljubijo Slovenke in jo zato nekega večera na pol nezavestno posili. Tonki se s tem podre svet, ne ve, če jo bo Tonac sploh še lahko ljubil, potem pa nad njo pride še večja nesreča. Ugotovi, da je noseča, vendar je za splav že prepozno. Skuša si pomagati sama, a ji vseeno ne uspe. Domov se zaradi sramu sploh ne vrača več. Ko rodi sina, ga da v rejo neki gospodinji in zanj plačuje preživnino. Večkrat ga obišče, a le zato, da gospodinji da denar, na noben način ga noče sprejeti za svojega in ga celo sovraži. Zanj daje ves denar, ki ga zasluži. Zaradi tega ne more finančno pomagati svoji materi, ki kmalu zatem umre. Po smrti matere se preseli na Osredek, da bi skrbela za hišo. Kmalu zatem prideta k njej karabinjerja (orožnika), ki zahtevata, naj otroka vzame k sebi, ker zanj ne plačuje več preživnine. Tonka kasneje, čeprav nerada, to stori. Na začetku hoče otroka skrivati, on pa je ne mara in kmalu vsa vas izve za njen "greh". Nad sinom se izživlja in ga pretepa. Ko se sreča s Tonacem, mu pove vse, kar se ji je zgodilo. On ji verjame, vzame otroka Pina za svojega in se s Tonko poroči. Po vsem tem Pino svojo mater vzljubi, tako tudi ona njega. Sočasno z dogajanjem poteka vojna, partizani, med katerimi je tudi Tonac, se borijo za svoje pravice in za domovino.

## Kritike, polemike, literarna zgodovina
»[Delo] deloma sodi v okvir knjig s partizansko tematiko. [...] V knjigi je zajet čas od nekaj let pred drugo svetovno vojno pa do konca vojne. [...] [Knjigo] lahko ocenimo in obravnavamo kot delo z resnimi literarnimi ambicijami. Avtorica je s poznavanjem ljudi in dogodkov v Beneški Sloveniji napisala zanimivo delo, ki je hkrati dokument časa in pričevanje o ljudeh, o njihovih osebnih problemih in njihovem boju za priznanje nacionalnih pravic. [...] Pisateljica obvlada situacije, dogodke opisuje objektivno, s skoraj epsko širino, njeni ljudje so nam blizu.« Dobro je opisala Tonko in Tonaca, nekatere druge osebe pa so posrečeno opisane le v detajlih. »[J]asnega prereza njihovih značajev [...] nam kljub resnim prizadevanjem ni znala podati. [...] Čeprav so Sence pod Matajurjem prvo obsežnejše literarno delo Stanke Vilharjeve, so že prešle golo informativno opisnost. Sence pod Matajurjem so zanimiv kolektivni roman s snovjo, ki je v slovenski književnosti še vse premalo obdelana, prispevek pa je knjiga tudi kot delo, ki naj pomaga pri čim bolj vsestranski osvetlitvi našega narodnoosvobodilnega boja.« (Jože Prešeren 1964: 655, 656)

## Dogajališča
Zgodba se odvija na vasi Osredek, malo pa tudi v mestu, ki ni imenovano. Vse se dogaja pod Matajurjem, 1642 m visoko goro v Beneški Sloveniji. Vas Osredek na zemljevidih ni izpričana.